# آرین سلیمی
آرین سلیمی (زادهٔ ‎۲۵ آذر ۱۳۸۲) تکواندوکار اهل ایران است که در سال ۲۰۲۳ در مسابقات جهانی باکو به مدال برنز رسید و مدال طلای المپیک ۲۰۲۴ پاریسرا هم در کارنامه دارد.

## المپیک ۲۰۲۴ پاریس
آرین سلیمی در اولین مبارزه خود در المپیک ۲۰۲۴ پاریس در وزن ۸۰+ کیلوگرم، نیکیتا رافالوویچ از ازبکستان (رتبه ۷ جهان) را شکست داد. او در مرحله یک‌چهارم نهایی، با شکست کارلوس سانسورس از مکزیک (رتبه ۲ جهان)، به مرحله نیمه‌نهایی رسید. سلیمی در دیدار نیمه‌نهایی، به مصاف ایوان شاپینا از کرواسی (رتبه ۳ جهان) رفت و با حساب ۲ بر ۱ پیروز شد و به فینال راه پیدا کرد. در دیدار فینال، سلیمی با کیدن کانینگهام از بریتانیا مبارزه کرد و در حالی که راند اول را با نتیجه ۳-۶ واگذار کرده بود، در دو راند بعدی به ترتیب با نتایج ۹-۱ و ۶-۱ حریفش را شکست داد و توانست پس از ۱۶ سال مدال طلای المپیک را برای ایران در رشته تکواندو کسب کند. پیش از آن، آخرین طلای تکواندوی ایران در المپیک را هادی ساعی در المپیک ۲۰۰۸ پکن به دست آورده بود.
سلیمی در این بازی‌ها، در پایان هر مسابقه و پس از کسب پیروزی، دست حریفانش را بالا می‌برد.

## افتخارات

#### رشتهکیوروگی:
- طلای المپیک ۲۰۲۴ پاریس
- طلای ششمین جام ریاست فدراسیون جهانی ۲۰۲۴ [۶]
- طلای پاراتکواندو آسیایی ۲۰۲۴ ویتنام [۶]
- نقره تورنمنت بین‌المللی ۲۰۲۳ امارات [۶]
- طلای گرند اسلم ۲۰۲۳ چین [۶]
- برنز قهرمانی جهان ۲۰۲۳ آذربایجان [۶]
- نقره المپیاد دانشجویی-یونیورسیاد ۲۰۲۳ چین [۶]
- بازی‌های آسیایی ۲۰۲۲ هانگژو [۷]
- طلای تورنمنت بین‌المللی ۲۰۲۳ ترکیه [۶]
- طلای تورنمنت بین‌المللی فجر ۲۰۲۳ ایران [۶]
- نقره قهرمانی باشگاه‌های آسیا ۲۰۲۱ ایران [۶]
- طلای تورنمنت بین‌المللی ۲۰۲۱ ایران [۶]

#### رشتهپومسه:
- طلای قهرمانی آسیا ۲۰۲۴ ویتنام [۶]